# Agent Provocateur (merk)
Agent Provocateur is een Britse winkelketen van luxelingerie.
Het bedrijf werd in 1994 opgericht door Joseph Corré en Serena Rees en is in Londen gevestigd. Van 2007 tot 2017 was de private-equityfirma 3i eigenaar van Agent Provocateur. In die periode breidde de keten zich uit naar meer dan tien andere landen. Sinds maart 2017 behoort het toe aan Four Holdings, met Mike Ashley als belangrijkste investeerder.
Agent Provocateur specialiseert zich in luxueuze en soms 'ondeugende' lingerie. In de winkels wordt ook nacht- en huiskleding, zwemkleding, accessoires en een beperkt aanbod prêt-à-porter verkocht.
Met de diffusielijn L'Agent richt het bedrijf zich op een lager marktsegment, maar nog altijd hogere middenklasse. L'Agent heeft geen eigen winkels, maar wordt via andere retailers en online vermarkt.